# Nazionale maschile di flag football dell'Austria
La nazionale maschile di flag football dell'Austria è la selezione maggiore maschile di flag football della AFBÖ, che rappresenta l'Austria nelle varie competizioni ufficiali o amichevoli riservate a squadre nazionali.

## Risultati
Legenda: Grassetto: Risultato migliore, Corsivo: Mancate partecipazioni

## Dettaglio stagioni

### Tornei

#### Mondiali

##### A 7 giocatori
| Stagione | regular season | regular season | regular season | regular season | regular season | regular season | playoff | playoff | playoff | playoff | playoff | playoff       | playoff    |
|          | Vin            | Par            | Per            | Tot            | PF             | PS             | Vin     | Per     | Tot     | PF      | PS      | risultato     | avversaria |
| -------- | -------------- | -------------- | -------------- | -------------- | -------------- | -------------- | ------- | ------- | ------- | ------- | ------- | ------------- | ---------- |
| 2002     | 1              | 1              | 1              | 3              | 25             | 21             | 1       | 0       | 1       | 6       | 0       | Campioni      | Germania   |
| 2004     | 2              | 0              | 0              | 2              | 43             | 13             | 0       | 1       | 1       | 13      | 22      | Secondo posto | Francia    |
|          |                |                |                |                |                |                |         |         |         |         |         |               |            |
| Totale   | 3              | 1              | 1              | 5              | 68             | 34             | 1       | 1       | 2       | 19      | 22      |               |            |

Fonte: americanfootballitalia.com

##### A 5 giocatori
| Stagione | regular season | regular season | regular season | regular season | regular season | regular season | playoff | playoff | playoff | playoff | playoff | playoff       | playoff     |
|          | Vin            | Par            | Per            | Tot            | PF             | PS             | Vin     | Per     | Tot     | PF      | PS      | risultato     | avversaria  |
| -------- | -------------- | -------------- | -------------- | -------------- | -------------- | -------------- | ------- | ------- | ------- | ------- | ------- | ------------- | ----------- |
| 2004     | 5              | 0              | 0              | 5              | 246            | 106            | 1       | 0       | 1       | 26      | 24      | Campioni      | Germania    |
| 2006     | 4              | 0              | 4              | 8              | 340            | 315            | 0       | 1       | 1       | 33      | 45      | Quarto posto  | Thailandia  |
| 2008     | 1              | 0              | 4              | 5              | 88             | 128            | 1       | 1       | 1       | 37      | 14      | Decimo posto  | Svezia      |
| 2010     | 2              | 0              | 2              | 4              | 119            | 81             | 2       | 1       | 3       | 80      | 33      | Sesto posto   | Germania    |
| 2012     | 6              | 0              | 1              | 7              | 322            | 118            | 2       | 0       | 2       | 101     | 77      | Campioni      | Stati Uniti |
| 2014     | 7              | 0              | 1              | 8              | 327            | 115            | 2       | 1       | 3       | 93      | 78      | Settimo posto | Panama      |
|          |                |                |                |                |                |                |         |         |         |         |         |               |             |
| Totale   | 25             | 0              | 12             | 37             | 1442           | 863            | 8       | 4       | 12      | 370     | 281     |               |             |

Fonte: americanfootballitalia.com

#### Coppa del mondo IFFF

##### A 9 giocatori
| Stagione | regular season | regular season | regular season | regular season | regular season | regular season | playoff | playoff | playoff | playoff | playoff | playoff    | playoff    |
|          | Vin            | Par            | Per            | Tot            | PF             | PS             | Vin     | Per     | Tot     | PF      | PS      | risultato  | avversaria |
| -------- | -------------- | -------------- | -------------- | -------------- | -------------- | -------------- | ------- | ------- | ------- | ------- | ------- | ---------- | ---------- |
| 2001     | 1              | 0              | 2              | 3              | 7              | 37             | 2       | 1       | 3       | 17      | 20      | Semifinale | Canada     |
|          |                |                |                |                |                |                |         |         |         |         |         |            |            |
| Totale   | 1              | 0              | 2              | 3              | 7              | 37             | 2       | 1       | 3       | 17      | 20      |            |            |

Fonte: americanfootballitalia.com

#### Europei

##### A 7 giocatori
| Stagione | regular season | regular season | regular season | regular season | regular season | regular season | playoff | playoff | playoff | playoff | playoff | playoff   | playoff    |
|          | Vin            | Par            | Per            | Tot            | PF             | PS             | Vin     | Per     | Tot     | PF      | PS      | risultato | avversaria |
| -------- | -------------- | -------------- | -------------- | -------------- | -------------- | -------------- | ------- | ------- | ------- | ------- | ------- | --------- | ---------- |
| 2003     | 1              | 0              | 1              | 2              | 66             | 40             | 1       | 0       | 1       | 19      | 12      | Campione  | Germania   |
|          |                |                |                |                |                |                |         |         |         |         |         |           |            |
| Totale   | 1              | 0              | 1              | 2              | 66             | 40             | 1       | 0       | 1       | 19      | 12      |           |            |

Fonte: americanfootballitalia.com

##### A 5 giocatori
| Stagione | regular season | regular season | regular season | regular season | regular season | regular season | playoff | playoff | playoff | playoff | playoff | playoff       | playoff       |
|          | Vin            | Par            | Per            | Tot            | PF             | PS             | Vin     | Per     | Tot     | PF      | PS      | risultato     | avversaria    |
| -------- | -------------- | -------------- | -------------- | -------------- | -------------- | -------------- | ------- | ------- | ------- | ------- | ------- | ------------- | ------------- |
| 2003     | 3              | 0              | 1              | 4              | 114            | 45             | 1       | 0       | 1       | 32      | 6       | Campione      | Germania      |
| 2005     | 2              | 0              | 1              | 3              | 95             | 86             | 0       | 2       | 2       | 45      | 48      | Quarto posto  | Gran Bretagna |
| 2007     | 3              | 0              | 1              | 4              | 85             | 32             | 0       | 2       | 2       | 33      | 54      | Quarto posto  | Danimarca     |
| 2009     | 3              | 0              | 1              | 4              | 153            | 100            | 1       | 1       | 2       | 59      | 60      | Terzo posto   | Germania      |
| 2011     | 4              | 0              | 0              | 4              | 157            | 90             | 2       | 1       | 1       | 116     | 112     | Secondo posto | Danimarca     |
| 2013     | 3              | 0              | 1              | 4              | 163            | 69             | 2       | 1       | 3       | 92      | 71      | Terzo posto   | Israele       |
| 2015     | 6              | 0              | 0              | 6              | 255            | 117            | 2       | 1       | 3       | 68      | 64      | Secondo posto | Danimarca     |
|          |                |                |                |                |                |                |         |         |         |         |         |               |               |
| Totale   | 24             | 0              | 5              | 29             | 1022           | 539            | 8       | 8       | 16      | 445     | 415     |               |               |

Fonte: americanfootballitalia.com

#### EFAF Open
| Stagione | regular season | regular season | regular season | regular season | regular season | regular season | playoff | playoff | playoff | playoff | playoff | playoff     | playoff    |
|          | Vin            | Par            | Per            | Tot            | PF             | PS             | Vin     | Per     | Tot     | PF      | PS      | risultato   | avversaria |
| -------- | -------------- | -------------- | -------------- | -------------- | -------------- | -------------- | ------- | ------- | ------- | ------- | ------- | ----------- | ---------- |
| 2002     | 1              | 1              | 1              | 3              | 71             | 65             |         |         |         |         |         | Terzo posto | Francia    |
|          |                |                |                |                |                |                |         |         |         |         |         |             |            |
| Totale   | 1              | 1              | 1              | 3              | 71             | 65             |         |         |         |         |         |             |            |

Fonte: americanfootballitalia.com

#### Big Bowl
| Stagione | regular season | regular season | regular season | regular season | regular season | regular season | playoff | playoff | playoff | playoff | playoff | playoff     | playoff            |
|          | Vin            | Par            | Per            | Tot            | PF             | PS             | Vin     | Per     | Tot     | PF      | PS      | risultato   | avversaria         |
| -------- | -------------- | -------------- | -------------- | -------------- | -------------- | -------------- | ------- | ------- | ------- | ------- | ------- | ----------- | ------------------ |
| 2008     | 5              | 0              | 0              | 5              | 126            | 18             | 3       | 1       | 4       | 111     | 40      | Terzo posto | Wiesbaden Phantoms |
| 2009     | 5              | 0              | 0              | 5              | 154            | 19             | 3       | 1       | 4       | 89      | 71      | Terzo posto | Israele            |
| 2010     | 5              | 0              | 0              | 5              | 155            | 0              | 4       | 0       | 4       | 109     | 44      | Campioni    | Walldorf Wanderers |
| 2011     | 5              | 0              | 0              | 5              | 172            | 44             | 3       | 0       | 3       | 90      | 39      | Co-Campioni | Israele            |
|          |                |                |                |                |                |                |         |         |         |         |         |             |                    |
| Totale   | 20             | 0              | 0              | 20             | 607            | 81             | 13      | 2       | 15      | 399     | 194     |             |                    |

Fonte: americanfootballitalia.com

### Riepilogo partite disputate

#### A 9 giocatori
| Anno | Luogo       | Evento          | Fase del torneo  | Incontro              | Risultato |
| 2001 | Cocoa Beach | Coppa del mondo | Girone           | Austria - Stati Uniti | 0 - 30    |
| 2001 | Cocoa Beach | Coppa del mondo | Girone           | Austria - Argentina   | 7 - 0     |
| 2001 | Cocoa Beach | Coppa del mondo | Girone           | Austria - Uruguay     | 0 - 7     |
| 2001 | Cocoa Beach | Coppa del mondo | Wild Card        | Austria - Argentina   | 7 - 0     |
| 2001 | Cocoa Beach | Coppa del mondo | Quarti di finale | Austria - Finlandia   | 3 - 0     |
| 2001 | Cocoa Beach | Coppa del mondo | Semifinale       | Austria - Canada      | 7 - 20    |

#### A 7 giocatori
| Anno | Luogo            | Evento   | Fase del torneo | Incontro           | Risultato |
| 2002 | Vienna           | Mondiale | Girone          | Austria - Svezia   | 18 - 0    |
| 2002 | Vienna           | Mondiale | Girone          | Austria - Germania | 0 - 14    |
| 2002 | Vienna           | Mondiale | Girone          | Austria - Francia  | 7 - 7     |
| 2002 | Vienna           | Mondiale | Finale          | Austria - Germania | 6 - 0     |
| 2003 | Vienna           | Europeo  | Girone          | Austria - Svezia   | 46 - 14   |
| 2003 | Vienna           | Europeo  | Girone          | Austria - Germania | 20 - 26   |
| 2003 | Vienna           | Europeo  | Finale          | Austria - Germania | 19 - 12   |
| 2004 | Thonon-les-Bains | Mondiale | Finale          | Austria - Svezia   | 25 - 6    |
| 2004 | Thonon-les-Bains | Mondiale | Finale          | Austria - Giappone | 18 - 7    |
| 2004 | Thonon-les-Bains | Mondiale | Finale          | Francia - Austria  | 22 - 13   |

#### A 5 giocatori
| Anno | Luogo                    | Evento    | Fase del torneo        | Incontro                                           | Risultato |
| 2002 | Vienna                   | EFAF Open |                        | Austria - Svezia                                   | 27 - 19   |
| 2002 | Vienna                   | EFAF Open |                        | Austria - Germania                                 | 19 - 21   |
| 2002 | Vienna                   | EFAF Open |                        | Austria - Francia                                  | 25 - 25   |
| 2003 | Vienna                   | Europeo   | Girone                 | Austria - Germania                                 | 21 - 0    |
| 2003 | Vienna                   | Europeo   | Girone                 | Austria - Svizzera                                 | 40 - 0    |
| 2003 | Vienna                   | Europeo   | Girone                 | Austria - Svezia                                   | 26 - 12   |
| 2003 | Vienna                   | Europeo   | Girone                 | Austria - Danimarca                                | 27 - 33   |
| 2003 | Vienna                   | Europeo   | Finale                 | Austria - Germania                                 | 32 - 6    |
| 2004 | Thonon-les-Bains         | Mondiale  | Girone                 | Austria - Francia                                  | 46 - 31   |
| 2004 | Thonon-les-Bains         | Mondiale  | Girone                 | Austria - Finlandia                                | 57 - 39   |
| 2004 | Thonon-les-Bains         | Mondiale  | Girone                 | Austria - Svizzera                                 | 53 - 12   |
| 2004 | Thonon-les-Bains         | Mondiale  | Girone                 | Austria - Corea del Sud                            | 45 - 0    |
| 2004 | Thonon-les-Bains         | Mondiale  | Girone                 | Austria - Danimarca                                | 45 - 24   |
| 2004 | Thonon-les-Bains         | Mondiale  | Finale                 | Austria - Germania                                 | 26 - 24   |
| 2005 | Helsinki                 | Europeo   | Girone                 | Austria - Danimarca                                | 43 - 38   |
| 2005 | Helsinki                 | Europeo   | Girone                 | Austria - Finlandia                                | 21 - 14   |
| 2005 | Helsinki                 | Europeo   | Girone                 | Austria - Francia                                  | 31 - 34   |
| 2005 | Helsinki                 | Europeo   | Semifinale             | Austria - Italia                                   | 25 - 27   |
| 2005 | Helsinki                 | Europeo   | Finale 3º - 4º posto   | Gran Bretagna - Austria                            | 21 - 20   |
| 2006 | Taegu                    | Mondiale  | Girone                 | Francia - Austria                                  | 47 - 26   |
| 2006 | Taegu                    | Mondiale  | Girone                 | Italia - Austria                                   | 40 - 32   |
| 2006 | Taegu                    | Mondiale  | Girone                 | Danimarca - Austria                                | 48 - 38   |
| 2006 | Taegu                    | Mondiale  | Girone                 | Thailandia - Austria                               | 56 - 33   |
| 2006 | Taegu                    | Mondiale  | Girone                 | Austria - Germania                                 | 40 - 7    |
| 2006 | Taegu                    | Mondiale  | Girone                 | Austria - Giappone                                 | 52 - 51   |
| 2006 | Taegu                    | Mondiale  | Girone                 | Austria - Corea del Sud                            | 52 - 47   |
| 2006 | Taegu                    | Mondiale  | Girone                 | Austria - Svezia                                   | 67 - 19   |
| 2006 | Taegu                    | Mondiale  | Finale 3º - 4º posto   | Thailandia - Austria                               | 45 - 33   |
| 2007 | Sestola                  | Europeo   | Girone                 | Austria - Svezia                                   | 26 - 0    |
| 2007 | Sestola                  | Europeo   | Girone                 | Austria - Francia                                  | 0 - 19    |
| 2007 | Sestola                  | Europeo   | Girone                 | Austria - Finlandia                                | 27 - 13   |
| 2007 | Sestola                  | Europeo   | Girone                 | Austria - Spagna                                   | 32 - 0    |
| 2007 | Sestola                  | Europeo   | Semifinale             | Austria - Germania                                 | 27 - 33   |
| 2007 | Sestola                  | Europeo   | Finale 3º - 4º posto   | Danimarca - Austria                                | 21 - 6    |
| 2008 | Walldorf                 | Big Bowl  | Girone                 | Kelkheim Lizzards - Austria                        | 10 - 28   |
| 2008 | Walldorf                 | Big Bowl  | Girone                 | Austria - Cologne Falcons                          | 20 - 0    |
| 2008 | Walldorf                 | Big Bowl  | Girone                 | Austria - Template:Football Nyhavn Nighthawks      | 13 - 6    |
| 2008 | Walldorf                 | Big Bowl  | Girone                 | Austria - Template:Football Franken Fun Rams       | 33 - 2    |
| 2008 | Walldorf                 | Big Bowl  | Girone                 | Austria - Purple Flags                             | 32 - 0    |
| 2008 | Walldorf                 | Big Bowl  | Ottavi di finale       | Austria - Template:Football Zagreb Capitals        | 49 - 0    |
| 2008 | Walldorf                 | Big Bowl  | Quarti di finale       | Austria - Template:Football Frankforter Frösch     | 21 - 15   |
| 2008 | Walldorf                 | Big Bowl  | Semifinale             | Austria - Danimarca                                | 7 - 13    |
| 2008 | Walldorf                 | Big Bowl  | Finale 3º - 4º posto   | Wiesbaden Phantoms - Austria                       | 12 - 34   |
| 2008 | Saint-Jean-sur-Richelieu | Mondiale  | Girone                 | Austria - Giappone                                 | 13 - 19   |
| 2008 | Saint-Jean-sur-Richelieu | Mondiale  | Girone                 | Austria - Danimarca                                | 6 - 39    |
| 2008 | Saint-Jean-sur-Richelieu | Mondiale  | Girone                 | Israele - Austria                                  | 27 - 18   |
| 2008 | Saint-Jean-sur-Richelieu | Mondiale  | Girone                 | Austria - Svezia                                   | 30 - 6    |
| 2008 | Saint-Jean-sur-Richelieu | Mondiale  | Girone                 | Stati Uniti - Austria                              | 37 - 12   |
| 2008 | Saint-Jean-sur-Richelieu | Mondiale  | Playoff 9º - 12º posto | Austria - Corea del Sud                            | 31 - 0    |
| 2008 | Saint-Jean-sur-Richelieu | Mondiale  | Finale 9º - 10º posto  | Svezia - Austria                                   | 14 - 6    |
| 2009 | Walldorf                 | Big Bowl  | Girone                 | Austria - Template:Football Darmstadt Fun Diamonds | 23 - 6    |
| 2009 | Walldorf                 | Big Bowl  | Girone                 | Austria - Franken Knights                          | 41 - 6    |
| 2009 | Walldorf                 | Big Bowl  | Girone                 | Austria - Template:Football Frankforter Frösch     | 28 - 0    |
| 2009 | Walldorf                 | Big Bowl  | Girone                 | Austria - Template:Football Zagreb Capitals        | 28 - 0    |
| 2009 | Walldorf                 | Big Bowl  | Girone                 | Austria - Template:Football Ilmenau Ilroosters     | 34 - 7    |
| 2009 | Walldorf                 | Big Bowl  | Ottavi di finale       | Austria - Zürich Renegades                         | 28 - 12   |
| 2009 | Walldorf                 | Big Bowl  | Quarti di finale       | Austria - Svizzera                                 | 20 - 0    |
| 2009 | Walldorf                 | Big Bowl  | Semifinale             | Austria - Kelkheim Lizzards                        | 7 - 26    |
| 2009 | Walldorf                 | Big Bowl  | Finale 3º - 4º posto   | Austria - Israele                                  | 34 - 33   |
| 2009 | Belfast                  | Europeo   | Girone                 | Austria - Francia                                  | 26 - 27   |
| 2009 | Belfast                  | Europeo   | Girone                 | Austria - Italia                                   | 39 - 33   |
| 2009 | Belfast                  | Europeo   | Girone                 | Austria - Svizzera                                 | 55 - 14   |
| 2009 | Belfast                  | Europeo   | Girone                 | Austria - Israele                                  | 33 - 26   |
| 2009 | Belfast                  | Europeo   | Semifinale             | Austria - Danimarca                                | 25 - 41   |
| 2009 | Belfast                  | Europeo   | Finale 3º - 4º posto   | Austria - Germania                                 | 34 - 19   |
| 2010 | Walldorf                 | Big Bowl  | Girone                 | Austria - Template:Football Franken Fun Rams       | 32 - 0    |
| 2010 | Walldorf                 | Big Bowl  | Girone                 | Austria - Purple Flags                             | 42 - 0    |
| 2010 | Walldorf                 | Big Bowl  | Girone                 | Austria - Wiesbaden Phantoms                       | 34 - 0    |
| 2010 | Walldorf                 | Big Bowl  | Girone                 | Template:Football Bremerhaven Seahawks - Austria   | 0 - 26    |
| 2010 | Walldorf                 | Big Bowl  | Girone                 | Austria - Sankt Gallen Vipers                      | 21 - 0    |
| 2010 | Walldorf                 | Big Bowl  | Ottavi di finale       | Austria - Template:Football Zagreb Capitals        | 20 - 6    |
| 2010 | Walldorf                 | Big Bowl  | Quarti di finale       | Austria - Kelkheim Lizzards                        | 28 - 6    |
| 2010 | Walldorf                 | Big Bowl  | Semifinale             | Austria - Template:Football Nyhaven Nighthawks 1   | 33 - 19   |
| 2010 | Walldorf                 | Big Bowl  | Finale                 | Walldorf Wanderers - Austria                       | 13 - 33   |
| 2010 | Ottawa                   | Mondiale  | Girone                 | Austria - Canada                                   | 26 - 31   |
| 2010 | Ottawa                   | Mondiale  | Girone                 | Austria - Italia                                   | 19 - 25   |
| 2010 | Ottawa                   | Mondiale  | Girone                 | Austria - Germania                                 | 35 - 19   |
| 2010 | Ottawa                   | Mondiale  | Girone                 | Austria - Svezia                                   | 39 - 6    |
| 2010 | Ottawa                   | Mondiale  | Quarti di finale       | Austria - Danimarca                                | 33 - 14   |
| 2010 | Ottawa                   | Mondiale  | Playoff                | Austria - Giappone                                 | 40 - 6    |
| 2010 | Ottawa                   | Mondiale  | Playoff                | Austria - Germania                                 | 7 - 13    |
| 2011 | Walldorf                 | Big Bowl  | Girone                 | Template:Football Frankforter Frösch - Austria     | 14 - 20   |
| 2011 | Walldorf                 | Big Bowl  | Girone                 | Template:Football Munich Spatzen I - Austria       | 6 - 39    |
| 2011 | Walldorf                 | Big Bowl  | Girone                 | Austria - Template:Football Ilmenau Ilroosters     | 38 - 12   |
| 2011 | Walldorf                 | Big Bowl  | Girone                 | Austria - Den Haag Raiders                         | 48 - 6    |
| 2011 | Walldorf                 | Big Bowl  | Girone                 | Template:Football Bremerhaven Seahawks - Austria   | 6 - 26    |
| 2011 | Walldorf                 | Big Bowl  | Ottavi di finale       | Austria - Den Haag Raiders                         | 43 - 0    |
| 2011 | Walldorf                 | Big Bowl  | Quarti di finale       | Template:Football Munich Spatzen II - Austria      | 12 - 14   |
| 2011 | Walldorf                 | Big Bowl  | Semifinale             | Israele - Austria                                  | 27 - 33   |
| 2011 | Thonon-les-Bains         | Europeo   | Girone                 | Austria - Israele                                  | 49 - 22   |
| 2011 | Thonon-les-Bains         | Europeo   | Girone                 | Austria - Francia                                  | 27 - 19   |
| 2011 | Thonon-les-Bains         | Europeo   | Girone                 | Austria - Italia                                   | 33 - 27   |
| 2011 | Thonon-les-Bains         | Europeo   | Girone                 | Austria - Spagna                                   | 48 - 22   |
| 2011 | Thonon-les-Bains         | Europeo   | Quarti di finale       | Austria - Paesi Bassi                              | 55 - 21   |
| 2011 | Thonon-les-Bains         | Europeo   | Semifinale             | Austria - Germania                                 | 40 - 31   |
| 2011 | Thonon-les-Bains         | Europeo   | Finale                 | Danimarca - Austria                                | 60 - 21   |
| 2012 | Göteborg                 | Mondiale  | Girone                 | Austria - Kuwait                                   | 68 - 0    |
| 2012 | Göteborg                 | Mondiale  | Girone                 | Corea del Sud - Austria                            | 0 - 67    |
| 2012 | Göteborg                 | Mondiale  | Girone                 | Austria - Norvegia                                 | 55 - 12   |
| 2012 | Göteborg                 | Mondiale  | Girone                 | Panama - Austria                                   | 32 - 31   |
| 2012 | Göteborg                 | Mondiale  | Girone                 | Italia - Austria                                   | 27 - 39   |
| 2012 | Göteborg                 | Mondiale  | Girone                 | Austria - Danimarca                                | 27 - 25   |
| 2012 | Göteborg                 | Mondiale  | Girone                 | Austria - Giappone                                 | 35 - 22   |
| 2012 | Göteborg                 | Mondiale  | Semifinale             | Austria - Messico                                  | 54 - 37   |
| 2012 | Göteborg                 | Mondiale  | Finale                 | Stati Uniti - Austria                              | 40 - 47   |
| 2013 | Pesaro                   | Europeo   | Girone                 | Austria - Francia                                  | 26 - 20   |
| 2013 | Pesaro                   | Europeo   | Girone                 | Austria - Israele                                  | 27 - 41   |
| 2013 | Pesaro                   | Europeo   | Girone                 | Austria - Rep. Ceca                                | 61 - 12   |
| 2013 | Pesaro                   | Europeo   | Girone                 | Austria - Gran Bretagna                            | 49 - 6    |
| 2013 | Pesaro                   | Europeo   | Quarti di finale       | Austria - Germania                                 | 39 - 19   |
| 2013 | Pesaro                   | Europeo   | Semifinale             | Danimarca - Austria                                | 34 - 19   |
| 2013 | Pesaro                   | Europeo   | Finale 3º - 4º posto   | Israele - Austria                                  | 18 - 34   |
| 2014 | Grosseto                 | Mondiale  | Girone                 | Austria - Turchia                                  | 39 - 6    |
| 2014 | Grosseto                 | Mondiale  | Girone                 | Austria - Finlandia                                | 35 - 0    |
| 2014 | Grosseto                 | Mondiale  | Girone                 | Austria - Gran Bretagna                            | 46 - 6    |
| 2014 | Grosseto                 | Mondiale  | Girone                 | Austria - Giappone                                 | 40 - 14   |
| 2014 | Grosseto                 | Mondiale  | Girone                 | Austria - Corea del Sud                            | 40 - 12   |
| 2014 | Grosseto                 | Mondiale  | Girone                 | Austria - Italia                                   | 62 - 24   |
| 2014 | Grosseto                 | Mondiale  | Girone                 | Austria - Messico                                  | 33 - 40   |
| 2014 | Grosseto                 | Mondiale  | Girone                 | Austria - Israele                                  | 32 - 13   |
| 2014 | Grosseto                 | Mondiale  | Quarti di finale       | Austria - Canada                                   | 42 - 46   |
| 2014 | Grosseto                 | Mondiale  | Poule 5º - 8º posto    | Israele - Austria                                  | 13 - 19   |
| 2014 | Grosseto                 | Mondiale  | Finale 7º - 8º posto   | Panama - Austria                                   | 19 - 32   |
| 2015 | Pinto                    | Europeo   | Girone                 | Austria - Slovenia                                 | 40 - 19   |
| 2015 | Pinto                    | Europeo   | Girone                 | Austria - Italia                                   | 32 - 20   |
| 2015 | Pinto                    | Europeo   | Girone                 | Austria - Svezia                                   | 60 - 18   |
| 2015 | Pinto                    | Europeo   | Girone                 | Austria - Gran Bretagna                            | 21 - 19   |
| 2015 | Pinto                    | Europeo   | Girone                 | Austria - Rep. Ceca                                | 50 - 13   |
| 2015 | Pinto                    | Europeo   | Girone                 | Austria - Germania                                 | 52 - 28   |
| 2015 | Pinto                    | Europeo   | Quarti di finale       | Austria - Spagna                                   | 33 - 0    |
| 2015 | Pinto                    | Europeo   | Semifinale             | Austria - Germania                                 | 27 - 12   |
| 2015 | Pinto                    | Europeo   | Finale                 | Danimarca - Austria                                | 52 - 8    |

## Confronti con le altre Nazionali
Questi sono i saldi dell'Austria nei confronti delle Nazionali incontrate (dove non diversamente indicato si intende a 5 giocatori).

### Saldo positivo
| Nazionale                 | Giocate | Vinte | Pareggiate | Perse | PF  | PS  | Ultima vittoria | Ultimo pari | Ultima sconfitta |
| ------------------------- | ------- | ----- | ---------- | ----- | --- | --- | --------------- | ----------- | ---------------- |
| Svezia (a 5 giocatori)    | 8       | 7     | 0          | 1     | 281 | 94  | 2015            | -           | 2008             |
| Corea del Sud             | 5       | 5     | 0          | 0     | 235 | 59  | 2014            | -           | -                |
| Svizzera                  | 4       | 4     | 0          | 0     | 168 | 26  | 2009            | -           | -                |
| Germania (a 5 giocatori)  | 13      | 10    | 0          | 3     | 393 | 258 | 2015            | -           | 2010             |
| Spagna                    | 3       | 3     | 0          | 0     | 113 | 22  | 2015            | -           | -                |
| Rep. Ceca                 | 2       | 2     | 0          | 0     | 111 | 25  | 2015            | -           | -                |
| Gran Bretagna             | 4       | 3     | 0          | 1     | 136 | 52  | 2015            | -           | 2005             |
| Giappone (a 5 giocatori)  | 5       | 4     | 0          | 1     | 180 | 112 | 2014            | -           | 2008             |
| Finlandia (a 5 giocatori) | 4       | 4     | 0          | 0     | 140 | 66  | 2014            | -           | -                |
| Svezia (a 7 giocatori)    | 3       | 3     | 0          | 0     | 89  | 20  | 2004            | -           | -                |
| Kuwait                    | 1       | 1     | 0          | 0     | 68  | 0   | 2012            | -           | -                |
| Israele                   | 9       | 7     | 0          | 2     | 279 | 220 | 2014            | -           | 2013             |
| Italia                    | 8       | 5     | 0          | 3     | 281 | 223 | 2015            | -           | 2010             |
| Norvegia                  | 1       | 1     | 0          | 0     | 55  | 12  | 2012            | -           | -                |
| Paesi Bassi               | 1       | 1     | 0          | 0     | 55  | 21  | 2011            | -           | -                |
| Turchia                   | 1       | 1     | 0          | 0     | 39  | 6   | 2014            | -           | -                |
| Slovenia                  | 1       | 1     | 0          | 0     | 40  | 19  | 2015            | -           | -                |
| Argentina (a 9 giocatori) | 2       | 2     | 0          | 0     | 14  | 0   | 2001            | -           | -                |
| Giappone (a 7 giocatori)  | 1       | 1     | 0          | 0     | 18  | 7   | 2004            | -           | -                |
| Finlandia (a 9 giocatori) | 1       | 1     | 0          | 0     | 3   | 0   | 2001            | -           | -                |

### Saldo in pareggio
| Nazionale                   | Giocate | Vinte | Pareggiate | Perse | PF | PS | Ultima vittoria | Ultimo pari | Ultima sconfitta |
| --------------------------- | ------- | ----- | ---------- | ----- | -- | -- | --------------- | ----------- | ---------------- |
| Panama                      | 2       | 1     | 0          | 1     | 63 | 51 | 2014            | -           | 2012             |
| Germania (a 7 giocatori)    | 4       | 2     | 0          | 2     | 45 | 52 | 2003            | -           | 2003             |
| Stati Uniti (a 5 giocatori) | 2       | 1     | 0          | 1     | 68 | 77 | 2012            | -           | 2008             |
| Messico                     | 2       | 1     | 0          | 1     | 87 | 77 | 2012            | -           | 2014             |

### Saldo negativo
| Nazionale                   | Giocate | Vinte | Pareggiate | Perse | PF  | PS  | Ultima vittoria | Ultimo pari | Ultima sconfitta |
| --------------------------- | ------- | ----- | ---------- | ----- | --- | --- | --------------- | ----------- | ---------------- |
| Uruguay (a 9 giocatori)     | 1       | 0     | 0          | 1     | 0   | 7   | -               | -           | 2001             |
| Canada (a 5 giocatori)      | 2       | 0     | 0          | 2     | 68  | 77  | -               | -           | 2014             |
| Francia (a 7 giocatori)     | 2       | 0     | 1          | 1     | 20  | 29  | -               | 2002        | 2004             |
| Canada (a 9 giocatori)      | 1       | 0     | 0          | 1     | 7   | 20  | -               | -           | 2001             |
| Francia (a 5 giocatori)     | 8       | 3     | 1          | 4     | 207 | 222 | 2013            | 2002        | 2009             |
| Stati Uniti (a 9 giocatori) | 1       | 0     | 0          | 1     | 0   | 30  | -               | -           | 2001             |
| Thailandia                  | 2       | 0     | 0          | 2     | 66  | 101 | -               | -           | 2006             |
| Danimarca                   | 13      | 4     | 0          | 9     | 305 | 442 | 2012            | -           | 2015             |